# 東保木間
東保木間（ひがしほきま）は、東京都足立区の町名。現行行政地名は東保木間一丁目および二丁目。住居表示実施済み区域。

## 地理
足立区の東部に位置する。北と東に南花畑、南に保塚町、西に保木間が隣接する。主に住宅地となっている。

### 地価
住宅地の地価は、2025年（令和7年）1月1日の公示地価によれば、東保木間2-19-3の地点で30万2000円/m2となっている。

## 歴史
かつての保木間村の東部にあたる。

### 沿革
- 1889年（明治22年）5月1日 - 市制町村制の施行により保木間村（飛地は綾瀬村に編入）、竹塚村、六月村、伊興村の4か村を統合し渕江村が発足。
- 1932年（昭和7年）10月1日 - 千住町、西新井町、梅島町、花畑村、舎人村、伊興村、江北村、綾瀬村、東渕江村とともに東京市へ編入され足立区となる。

## 世帯数と人口
2025年（令和7年）1月1日現在（足立区発表）の世帯数と人口は以下の通りである。
| 丁目           | 世帯数    | 人口    |
| -------------- | --------- | ------- |
| 東保木間一丁目 | 1,780世帯 | 3,315人 |
| 東保木間二丁目 | 1,071世帯 | 2,306人 |
| 計             | 2,851世帯 | 5,621人 |

### 人口の変遷
国勢調査による人口の推移。
| 年                 | 人口  |
| ------------------ | ----- |
| 1995年（平成7年）  | 5,600 |
| 2000年（平成12年） | 5,701 |
| 2005年（平成17年） | 5,726 |
| 2010年（平成22年） | 6,464 |
| 2015年（平成27年） | 6,250 |
| 2020年（令和2年）  | 6,061 |

### 世帯数の変遷
国勢調査による世帯数の推移。
| 年                 | 世帯数 |
| ------------------ | ------ |
| 1995年（平成7年）  | 2,002  |
| 2000年（平成12年） | 2,197  |
| 2005年（平成17年） | 2,324  |
| 2010年（平成22年） | 2,803  |
| 2015年（平成27年） | 2,813  |
| 2020年（令和2年）  | 2,872  |

## 小・中学校の学区
区立小・中学校に通う場合、学区は以下の通りとなる（2023年4月時点）。なお、足立区では学校選択制度を導入しており、区内全域から選択することが可能。ただし、小学校に関しては、2018年（平成30年）度から学区域または学区域に隣接する学校のみの選択になる。
| 丁目           | 番地                 | 小学校                 | 中学校             |
| -------------- | -------------------- | ---------------------- | ------------------ |
| 東保木間一丁目 | 全域                 | 足立区立花保小学校     | 足立区立花保中学校 |
| 東保木間二丁目 | 1〜2番 10番 20番以降 | 足立区立花保小学校     | 足立区立花保中学校 |
| 東保木間二丁目 | 3〜9番 11〜19番      | 足立区立渕江第一小学校 | 足立区立渕江中学校 |

## 事業所
2021年（令和3年）現在の経済センサス調査による事業所数と従業員数は以下の通りである。
| 丁目           | 事業所数  | 従業員数 |
| -------------- | --------- | -------- |
| 東保木間一丁目 | 90事業所  | 691人    |
| 東保木間二丁目 | 119事業所 | 917人    |
| 計             | 209事業所 | 1,608人  |

### 事業者数の変遷
経済センサスによる事業所数の推移。
| 年                 | 事業者数 |
| ------------------ | -------- |
| 2016年（平成28年） | 207      |
| 2021年（令和3年）  | 209      |

### 従業員数の変遷
経済センサスによる従業員数の推移。
| 年                 | 従業員数 |
| ------------------ | -------- |
| 2016年（平成28年） | 1,567    |
| 2021年（令和3年）  | 1,608    |

## 交通

### 鉄道
地区内に鉄道駅は無い。隣接する六町にあるつくばエクスプレス六町駅が最寄駅となっている。

## 施設
- 足立区総合スポーツセンター
- 東京都立淵江高等学校
- 保木間第四アパート
- 花保住区センター
  - 児童館
  - 老人館
  - 学童保育室

## その他

### 日本郵便
- 郵便番号 : 121-0063[3]（集配局 : 足立北郵便局[16]）。